# Landgoed de Reeberg
Landgoed De Reeberg is een 24 hectare groot particulier landgoed in de Nederlandse gemeente Woensdrecht in de provincie Noord-Brabant. Het ligt tussen de dorpen Putte en Ossendrecht, dicht bij de grens met België. Het landgoed is gerangschikt onder de Natuurschoonwet 1928.

## Geschiedenis
Al in 1740 wordt de Reeberg op kaarten van landmeter P.J. Adan aangegeven. In 1830 was de Reeberg eigendom van baron Philippe de Pret de ter Veken (1766-1838) en in 1907 kwam het in bezit van graaf Carolus Julius Maria Moretus Plantin (1875-1960). Anno 2010 is het eigendom van de familie Vasbinder-Van den Bent.

## Landschap
Het gebied ligt op de Brabantse Wal ten noordwesten van het Moretusbos. De Brabantse Wal is een Natura 2000 gebied van 4906 ha groot waarvoor de vogel- en habitatrichtlijnen gelden. Landgoed de Reeberg maakt hier deel van uit.
In de omgeving zijn meerdere verhogingen in het landschap aanwezig, zoals de Galgenberg en de Tooverberg. Centraal op het landgoed bevindt zich de 18 meter hoge Reeberg. De reeën die de heuvel zijn naam gaven komen ook nu nog in het gebied voor. Het landgoed bestaat hoofdzakelijk uit rationeel verkavelde naaldhoutaanplantingen op gefixeerde stuifzandduinen. Er zijn een paar kleine open gebieden begroeid met heide, verder is er ook nog een eikenopstand. Door het landgoed stroomt de Rijnwaterloop, een van oost naar west lopende diep uitgesneden beek. Het landgoed wordt van noord naar zuid doorkruist door een bospad genaamd de Kronkelbosweg. In het noorden ligt het bosgebied tegen de Kerkstraat of Zoekweg aan en in het zuiden tegen het bospad Armendreef.